# Andrzej Gronowicz
Andrzej Jerzy Gronowicz (* 7. März 1951 in Piła) ist ein ehemaliger polnischer Kanute.

## Erfolge
Andrzej Gronowicz gab sein Olympiadebüt 1972 in München, als er im Zweier-Canadier mit Jan Żukowski über 1000 Meter an den Start ging. Erst über den Hoffnungslauf schafften sie den Einzug ins Halbfinale, in dem sie schließlich als Vierte ihres Laufs ausschieden. Bei den Olympischen Spielen 1976 in Montreal nahm er im Zweier-Canadier mit Jerzy Opara an zwei Wettbewerben teil. Auf der 500-Meter-Strecke erreichten sie dank Rang drei im Vorlauf und eines Sieges im Halbfinale den Endlauf. In 1:47,77 Minuten überquerten sie hinter den siegreichen Serhij Petrenko und Alexander Winogradow aus der Sowjetunion als Zweite die Ziellinie und gewannen damit die Silbermedaille. Nach Siegen im Vorlauf und im Halbfinale qualifizierten sie sich über 1000 Meter ebenfalls für das Finale, in dem sie als Vierte knapp einen Medaillengewinn verpassten. Sie erreichten knapp vier Sekunden nach den drittplatzierten Ungarn Tamás Buday und Oszkár Frey, die bereits über 500 Meter Bronze gewonnen hatten, das Ziel.
Gronowicz und Opara gewannen außerdem bei Weltmeisterschaften drei Medaillen. Ihre erste sicherten sie sich 1973 in Tampere mit Bronze über 500 Meter. Ein Jahr darauf wurden sie in Mexiko-Stadt diesmal über 1000 Meter Vizeweltmeister und belegten 1977 in Sofia auf dieser Strecke den dritten Platz. Im Einer- und Zweier-Canadier wurde Gronowicz auf verschiedenen Distanzen insgesamt 14 Mal polnischer Landesmeister.
Für seine Erfolge erhielt Gronowicz das Verdienstkreuz der Republik Polen in Gold. Nach seiner aktiven Karriere wurde er Trainer.